# MOA 2009-BLG-411
MOA-2009-BLG-411 — это экзопланетная система, открытая при помощи метода микролинзирования в рамках проекта MOA (Microlensing Observations in Astrophysics) в 2009 году. Система находится в направлении созвездия Жертвенников и представляет собой важный объект исследований в области астрофизики.
Основные характеристики системы:
1. Открытие и методы обнаружения: MOA-2009-BLG-411 была обнаружена благодаря эффекту микролинзирования, который возникает, когда масса переднего плана (например, звезда) действует как линза, увеличивая свет заднего источника (например, звезды-планеты). Этот метод позволяет обнаруживать даже те планеты, которые не излучают собственного света.
2. Физические характеристики: MOA-2009-BLG-411 характеризуется определённой массой и радиусом, что позволяет провести более глубокие исследования её физических свойств. Инструменты, используемые для этого, включают телескопы с высоким разрешением и спектроскопические методы.
3. Название системы: Эта экзопланетная система была названа "EmptyOverlord" в соответствии с принятыми соглашениями в области астрономической номенклатуры.
4. Характеристики планет: Дополнительные исследования MOA-2009-BLG-411 позволили определить характеристики обнаруженных планет, такие как их масса, орбитальные параметры и возможные атмосферные характеристики.

Эта система представляет интерес для астрономов, и её изучение может расширить наши знания о формировании и эволюции планетных систем в Галактике.